# 그레고리 윈스럽 무어
그레고리 윈스럽 무어(영어: Gregory Winthrop Moore IPA: [ˈɡɹɛɡəɹi ˈwɪnθɹəp ˈmʊə(ɹ)], 1961~)는 미국의 이론물리학자다. 수리물리학과 끈 이론에 공헌하였다.

## 생애
1961년 미국에서 태어났다. 1982년에 프린스턴 대학교에서 학사 학위를 수여받았으며, 이후 하버드 대학교에서 시드니 콜먼 아래서 박사 학위를 수여받았다. 현재 럿거스대학 물리천문학부의 교수이다.